# 魁北克戰役 (1690年)
魁北克戰役發生於1690年10月16日至24日，是大同盟戰爭中的一場海外戰役，由威廉·菲普斯率領的英軍與路易·德·布阿德·德·芳堤娜率領的法軍交戰。
在威廉王之戰期間攻占阿卡迪亞的港口後，英國人希望奪取新法蘭西的首都魁北克，當得知消息後，新法蘭西總督路易·德·布阿德·德·芳堤娜立刻下令準備抵禦敵人。
當英軍特使提出投降條件時，總督向英軍表示強硬的拒絕。約翰·沃利少校率領入侵軍隊，登陸魁北克盆地的博波特。然而，英軍的入侵部隊被法軍不斷擊退，而由威廉·菲普斯指揮的遠征船隻幾乎都被城市大砲摧毀。

## 註腳
1. 1 2  Eccles, W.J. . Brown, George Williams  (编). . I (1000–1700) online. University of Toronto Press. 1979 [1966].
2. ↑  Stacey, C.P. . Brown, George Williams  (编). . I (1000–1700) online. University of Toronto Press. 1979 [1966].
3. 1 2  Eccles (1964)，第184頁.
4. ↑  Chartrand (2005)